# Bernsteinpolynoom
De bernsteinpolynomen, genoemd naar Sergej Natanovitsj Bernstein, zijn bepaalde polynomen met coëfficiënten die hele getallen zijn. De bernsteinpolynomen vinden hun oorsprong in de approximatietheorie. Hun bedenker, Bernstein, kon met behulp van deze polynomen een constructief bewijs leveren voor de stelling van Stone-Weierstrass. Aan het einde van de jaren vijftig werden voor het eerst pogingen ondernomen methoden op basis van bernsteinpolynomen te gebruiken bij het ontwerpen van krommen en oppervlakken. Paul de Faget de Casteljau bij Citroën en Pierre Bézier bij Renault gebruikten de polynomen bij hun ontwikkeling van de bézierkrommen en legden zo de basis van het huidige Computer-aided design.

## Definitie
Voor {\displaystyle n\in \mathbb {N} _{0}} zijn de {\displaystyle n+1} bernsteinpolynomen van graad {\displaystyle n} de polynomen
{\displaystyle B_{k,n}(t)={n \choose k}\,t^{k}\,(1-t)^{n-k}}
met {\displaystyle 0\leq k\leq n} en {\displaystyle t\in [0,1]}.
Door affiene transformaties van het interval {\displaystyle [0,1]} naar een  interval {\displaystyle [a,b]} ontstaan de gegeneraliseerde bernsteinpolynomen:
{\displaystyle B_{k,n}^{[a,b]}(t)={\frac {1}{(b-a)^{n}}}{n \choose k}(t-a)^{k}\,(b-t)^{n-k}}
voor {\displaystyle t\in [a,b]}
Hierin is {\displaystyle {n \choose k}} een binomiaalcoëfficiënt.
| {\displaystyle k} | {\displaystyle 0}         | {\displaystyle 1}           | {\displaystyle 2}           | {\displaystyle 3}     |
| {\displaystyle n} |                           |                             |                             |                       |
| 0                 | {\displaystyle 1}         |                             |                             |                       |
| 1                 | {\displaystyle 1-t}       | {\displaystyle t}           |                             |                       |
| 2                 | {\displaystyle (1-t)^{2}} | {\displaystyle 2t(1-t)}     | {\displaystyle t^{2}}       |                       |
| 3                 | {\displaystyle (1-t)^{3}} | {\displaystyle 3t(1-t)^{2}} | {\displaystyle 3t^{2}(1-t)} | {\displaystyle t^{3}} |

## Voorbeeld

Bernsteinpolynomen

De afbeelding toont de bernsteinpolynomen {\displaystyle B_{i,4}}, {\displaystyle 0\leq k\leq 4} van graad {\displaystyle 4} op het interval {\displaystyle [0,1]}.

## Eigenschappen
De bernsteinpolynomen op het interval {\displaystyle [0,1]} hebben de volgende eigenschappen:
- De bernsteinpolynomen {\displaystyle \{B_{k,n}:0\leq k\leq n\}} zijn lineair onafhankelijk en vormen een basis van {\displaystyle \Pi _{n}}, de ruimte van de polynomen van graad kleiner of gelijk aan {\displaystyle n}.
- {\displaystyle B_{k,n}(t)>0} voor alle {\displaystyle t\in (0,1)}.
- Het polynoom {\displaystyle B_{k,n}} heeft precies één absoluut maximum op het interval {\displaystyle [0,1]} in het punt {\displaystyle t=k/n}. In het bijzonder is dus:

{\displaystyle B_{0,n}(0)=B_{n,n}(1)=1}
- De  bernsteinpolynomen van graad {\displaystyle n} zijn de termen in de binomiale ontwikkeling:

{\displaystyle 1=(t+(1-t))^{n}=\sum _{k=0}^{n}B_{k,n}(t)}
- symmetrie: {\displaystyle B_{k,n}(t)=B_{n-k,n}(1-t)}
- recursie:

{\displaystyle B_{k,n}(t)=(1-t)\,B_{k,n-1}(t)+t\,B_{k-1,n-1}(t)}
{\displaystyle B_{k,n}=0} voor {\displaystyle k<0} en {\displaystyle k>n}
{\displaystyle B_{0,0}=1}
- teruglopend:

{\displaystyle B_{k,n}(t)={\frac {k+1}{n+1}}B_{k+1,n+1}(t)+{\frac {n+1-k}{n+1}}B_{k,n+1}(t)}
- afgeleiden:

{\displaystyle B'_{k,n}(t)=n(B_{k-1,n-1}(t)-B_{k,n-1}(t))}
{\displaystyle B_{-1,n-1}=B_{n,n-1}=0}
- primitieve functie:

{\displaystyle \int B_{k,n}(t)\,\mathrm {d} t={\frac {1}{n+1}}\sum \limits _{i=k+1}^{n+1}B_{i,n+1}(t)}

## Benadering door bernsteinpolynomen
Voor een functie {\displaystyle f\colon [0,1]\to \mathbb {R} } heet het polynoom {\displaystyle B_{n}(f)} gedefinieerd door
{\displaystyle B_{n}(f)(t)=\sum _{k=0}^{n}B_{k,n}(t)\cdot f\left({\frac {k}{n}}\right)}
het {\displaystyle n}-de bernsteinpolynoom van {\displaystyle f}.
Als {\displaystyle f} een continue functie is op het interval {\displaystyle [0,1]}, convergeert de rij van zijn bernsteinpolynomen {\displaystyle B_{n}(f)} uniform naar {\displaystyle f}.
Het bewijs hiervan kan onder andere met behulp van de zwakke wet van de grote getallen worden geleverd.

### Voorbeeld
De benadering van de functie
{\displaystyle f(t)={\begin{cases}2t&{\text{ voor }}0\leq t\leq {\tfrac {1}{2}}\\2(1-t)&{\text{ voor }}{\tfrac {1}{2}}\leq t\leq 1\end{cases}}}

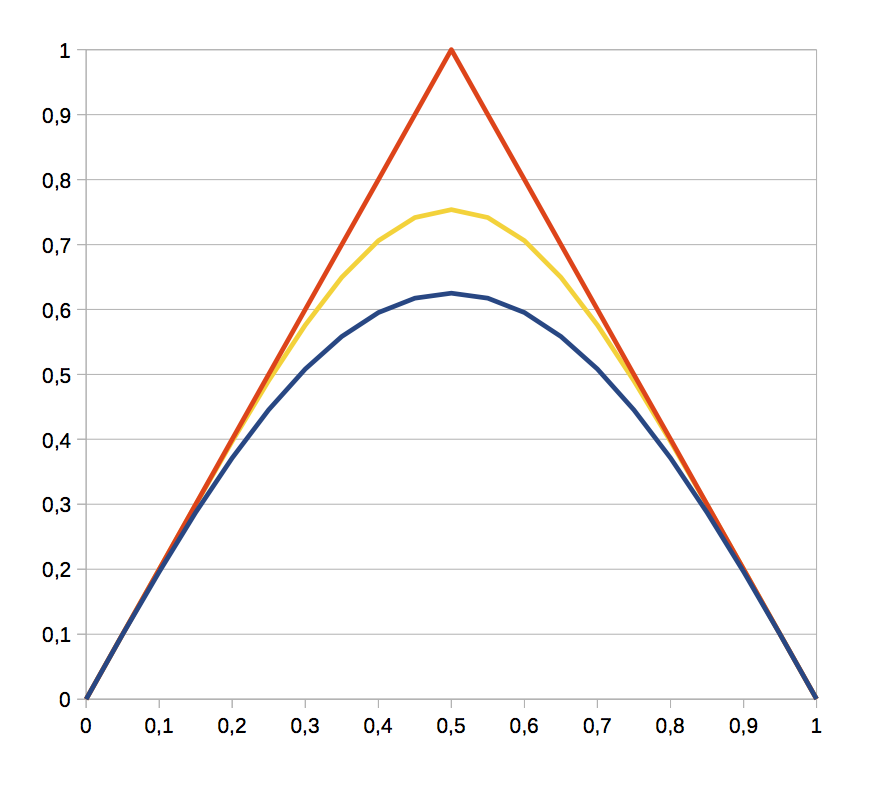
met benaderingen van door bernsteinpolymomen van

door bernsteinpolynomen van de graad 4 is het bernsteinpolynoom van {\displaystyle f}:
{\displaystyle B_{4}(f)(t)=\sum _{k=0}^{n}B_{k,4}(t)\cdot f\left({\frac {k}{4}}\right)=}
{\displaystyle ={\tfrac {1}{2}}\left(4t(1-t)^{3}+4t^{3}(1-t)\right)+6t^{2}(1-t)^{2}=}
{\displaystyle =2t-4t^{3}+2t^{4}}
In de figuur staat de functie {\displaystyle f} en de benaderingen voor {\displaystyle n=4} en {\displaystyle n=10}.